# Trio da Paz

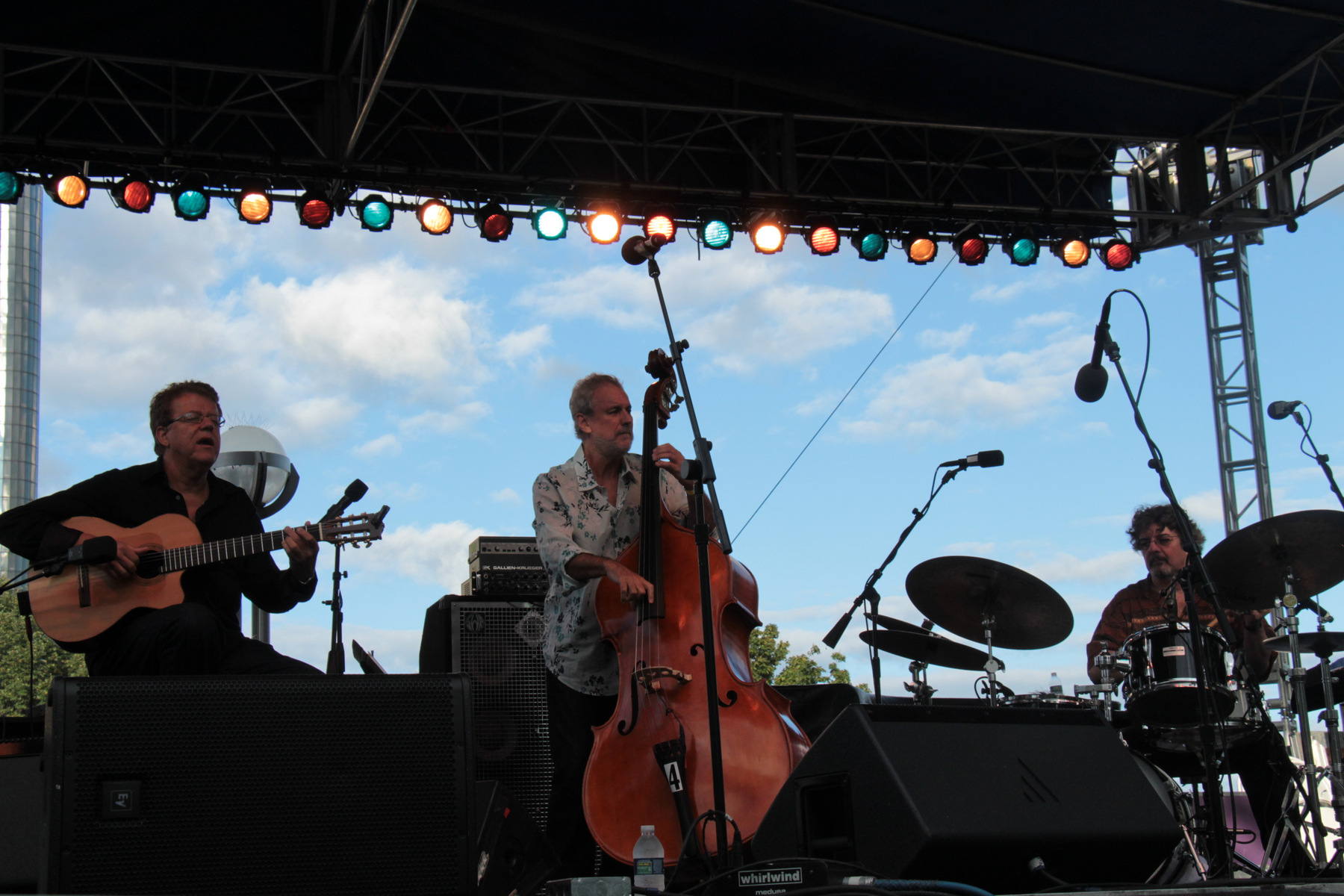
Trio Da Paz em ano 2013

Trio da Paz é um grupo de jazz brasileiro, um dos mais notáveis no mundo. Formada em 1986, composta por Romero Lubambo na guitarra, Nilson Matta no baixo e Duduka da Fonseca na bateria e percussão.
Seu álbum de estreia de 1992, Brazil From the Inside, apresenta Herbie Mann e Joanne Brackeen. O último lançamento da banda, 30, foi indicado ao Grammy de Melhor Álbum de Jazz Latino em 2017.

## Discografia
- 1992: Brasil From The Inside
- 1994: Black Orpheus
- 1998: Partido Out
- 2002: Café (Malandro)
- 2004: Canta Brazil (com Kenny Barron)
- 2005: Somewhere
- 2008: Night Of My Beloved (com George Garzone)
- 2008: Live at Jazz Baltica (com Joe Locke)
- 2016: 30